# Giuseppe Simone Assemani
Giuseppe Simone Assemani (in arabo يوسف سمعان السمعاني‎?; Tripoli, 27 luglio 1687 – Roma, 13 gennaio 1768) è stato un bibliotecario, orientalista e arcivescovo cattolico libanese naturalizzato italiano.

## Biografia
Nato come Yūsuf Simʿān al-Simʿānī (in arabo يوسف سمعان السمعاني‎?) in una famiglia cristiano maronita di Ḥasrun, o secondo alcuni di Tripoli (Governatorato del Monte Libano) da cui sono usciti numerosi illustri orientalisti ed ecclesiastici ("Assemani", più che un cognome, è un patronimico arabo che significa figlio di Simeone, ma ciò non ha impedito che egli fosse invece chiamato Simone), studiò al Pontificio collegio dei Maroniti di Roma. Dimostrò le sue doti di studioso del Vicino Oriente con la classificazione dei codici manoscritti della Biblioteca Apostolica Vaticana, e nel 1710 fu nominato interprete della lingua araba e siriaca della stessa biblioteca. Nel 1715 fu inviato dal papa Clemente XI in Egitto e in Siria alla ricerca di manoscritti religiosi, e ritornò nel 1717 con circa 150 manoscritti importanti che, una volta in Italia, illustrò con grande competenza. Il successo di questa spedizione spinse papa Clemente XII nel 1735 a inviarlo nel Libano come delegato pontificio al sinodo dei maroniti; e lui ritornò con una raccolta di circa duemila fra manoscritti e documenti ancora più preziosi, fra cui il Codex Assemanius. Venne pertanto nominato prefetto della Biblioteca vaticana e arcivescovo di Tiro in partibus, mentre Carlo di Borbone lo nominò storiografo ufficiale del Regno di Napoli.
Fra le opere più importanti, l'edizione delle opere di Sant'Efrem il Siro, la Biblioteca Clementino-Vaticana (la bibliografia degli scrittori siriaci), e la classificazione delle diatiposi e delle notitiae bizantine.

## Opere
- Italicae historiae scriptores ex bibliothecae Vaticanae aliarumque insignium Bibliothecarum manuscriptis codicibus collegit, e praefationibus, notisque illustravit Joseph Simonius Assemanus. Romae, ex typographia Komarek apud Angelum Rotilium, 1751.
- Codex canonum Ecclesiae graecae. Romae, ex typographia Komarek, 1762.
- De scriptoribus Syris orthodoxis. Romae, typis Sacrae Congregationis de Propaganda Fide, 1719.
- Bibliotheca juris orientalis canonici et civilis auctore Josepho Simonio Assemano. (5 voll.) Romae, ex typographia Komarek, 1762-1766.
- Bibliotheca orientalis Clementino-Vaticana in qua manuscriptos codices Syriacos, Arabicos ... recensuit, digessit, & genuina scripta a spuriis secrevit, addita singulorum auctorum vita, Joseph Simonius Assemanus. (3 voll.) Romae, typis Sacrae Congregationis de Propaganda Fide, 1719-1728.
- Italicae historiae scriptores ex Bibliothecae Vaticanae, aliarumque insignium bibliothecarum manuscriptis codicibus collegit & praefationibus, notisque illustravit Joseph Simonius Assemanus ... De rebus Neapolitanis et Siculis, ab anno Christi quingentesimo ad annum millesimum ducentesimum. (4 voll.) Romae, ex typographia Komarek, apud Angelum Rotilium, Linguarum Orientalium Typographum, 1751-1753.
- Josephi Simoni Assemani De Syris monophysitis dissertatio. Romae, ex typographia Sacrae Congregationis de propaganda fide, 1730.
- Josephi Simonii Assemani Quae hactenus typis prodierunt opera omnia. Romae, ex typographia Angeli Rotilii, & Philippi Bacchelli, e regione domus PP. Theatinorum S. Andreae de Valle, 1751.
- Kalendaria Ecclesiae universae, in quibus tum ex vetustis marmoribus, tum ex codicibus, tabulis, parietinis, pictis, scriptis, scalptisve, sanctorum nomina, imaagines, et festi per annum dies Ecclesiarum Orientis, et Occidentis praemissis uniuscujusque Ecclesiae originibus recensentur, describuntur, notisque illustrantur. (6 voll.) Roma, sumptibus Fausti Amidei ..., 1755.
- Rudimenta linguae Arabicae cum catechesi christiana.... Romae, typis Sacrae Congregationis de Propaganda Fide, 1732.
- Nuova grammatica per apprendere agevolmente la lingua greca composta da monsignor Giuseppe Simonio Assemani. (2 voll.) In Urbino, nella stamperia della Ven. Cap. del SS. Sagramento per lo stampator Camerale, 1737.
- Oratio de eligendo summo Pontifice ad E. mos & R. mos Principes S.R.E. Cardinales habita in SS. Basilica Vaticana a Josepho Simonio Assemano, die 18 Februarii 1740. Romae, ex tipographia Apostolica Vaticana, apud Joannem Mariam Salvioni, 1740.
- Oratio habita in Basilica principis apostolorum de vrbe sie 22. februarii 1733. A Josepho Simonio Assemano ... dum a capitulo, et canonicis Benedicto XIII pontifici maximo solenne exequiae celebrarentur, antequam ejus corpus inde ad ecclesiam Santae Mariae supra Mineruam efferretur. Romae, & Ferrariae, Typis Bernardini Pomatelli impressoris episcopalis, 1733.
- Bibliothecae apostolicae vaticanae codicum manuscriptorum catalogus in tres partes distributus in quarum prima orientales in altera graeci in tertia latini italici aliorumque europaeorum idiomatum codices Stephanus Evodius Assemanus archiepiscopus apamensis et Joseph Simonius Assemanus. Paris, Maisonneuve, 1926.

## Testi on-line
- Kalendaria Ecclesiae universae, in quibus tum ex vetustis marmoribus, tum ex codicibus, tabulis, parietinis, pictis, scriptis, scalptisve, sanctorum nomina, imaagines, et festi per annum dies Ecclesiarum Orientis, et Occidentis praemissis uniuscujusque Ecclesiae originibus recensentur, describuntur, notisque illustrantur. T. IV. Roma, sumptibus Fausti Amidei, 1755 .
- Joseph Simonius Assemanns orientalische Bibliothek. Erlangen, 1776 (in lingua tedesca)

## Genealogia episcopale
La genealogia episcopale è:
- Cardinale Scipione Rebiba
- Cardinale Giulio Antonio Santori
- Cardinale Girolamo Bernerio, O.P.
- Arcivescovo Galeazzo Sanvitale
- Cardinale Ludovico Ludovisi
- Cardinale Luigi Caetani
- Cardinale Ulderico Carpegna
- Cardinale Paluzzo Paluzzi Altieri degli Albertoni
- Papa Benedetto XIII
- Papa Benedetto XIV
- Papa Clemente XIII
- Cardinale Enrico Benedetto Stuart
- Arcivescovo Giuseppe Simone Assemani